# Omichicahuaztli
El Omichicahuaztli es un instrumento musical de la cultura Azteca, fabricado con los colmillos y huesos largos de cánidos. Se realizaban insiciones transversales en el eje axial del instrumento. Al ser frotado este lado por un hueso o madera, se producía un sonido fuerte o bajo, dependiendo de la pieza anatómica de la que se fabricaba. Este instrumento tiene un sonido parecido al güiro.
- Datos: Q30917147